# Comuna Băcia, Hunedoara
Băcia (în maghiară: Bácsy, în germană: Schäfendorf) este o comună în județul Hunedoara, Transilvania, România, formată din satele Băcia (reședința), Petreni, Tâmpa și Totia.

## Stema
Stema reprezintă un scut triunghiular cu margini rotunjite;
- în partea superioară se află o tablă de șah, alternând albastru cu auriu, semnificând activitatea de prelucrare a pietrelor de moară (în trecut) și confecționarea dalelor de marmură (în prezent)
- în câmpul roșu se află două brâuri de argint sub forma crucii "Sfântului Andrei" ce semnifică intersectarea, pe teritoriul așezării a două drumuri importante
- corana murală cu turn crenelat semnifică rangul de comună

## Demografie
Componența etnică a comunei Băcia
     Români (88,87%)
     Maghiari (4,04%)
     Alte etnii (1,21%)
     Necunoscută (5,88%)
Componența confesională a comunei Băcia
     Ortodocși (81,95%)
     Penticostali (3,92%)
     Reformați (2,77%)
     Romano-catolici (2,08%)
     Alte religii (2,6%)
     Necunoscută (6,69%)
Conform recensământului efectuat în 2021, populația comunei Băcia se ridică la 1.734 de locuitori, în scădere față de recensământul anterior din 2011, când fuseseră înregistrați 1.827 de locuitori. Majoritatea locuitorilor sunt români (88,87%), cu o minoritate de maghiari (4,04%), iar pentru 5,88% nu se cunoaște apartenența etnică. Din punct de vedere confesional, majoritatea locuitorilor sunt ortodocși (81,95%), cu minorități de penticostali (3,92%), reformați (2,77%) și romano-catolici (2,08%), iar pentru 6,69% nu se cunoaște apartenența confesională.

## Politică și administrație
Comuna Băcia este administrată de un primar și un consiliu local compus din 11 consilieri. Primarul, Florin Alba[*], de la Partidul Social Democrat, este în funcție din 2016. Începând cu alegerile locale din 2024, consiliul local are următoarea componență pe partide politice:
|  | Partid                                 | Consilieri | Componența Consiliului | Componența Consiliului | Componența Consiliului | Componența Consiliului | Componența Consiliului | Componența Consiliului | Componența Consiliului |
|  | -------------------------------------- | ---------- | ---------------------- | ---------------------- | ---------------------- | ---------------------- | ---------------------- | ---------------------- | ---------------------- |
|  | Partidul Social Democrat               | 7          |                        |                        |                        |                        |                        |                        |                        |
|  | Alianța pentru Unirea Românilor        | 1          |                        |                        |                        |                        |                        |                        |                        |
|  | Uniunea Democrată Maghiară din România | 1          |                        |                        |                        |                        |                        |                        |                        |
|  | Partidul Național Liberal              | 1          |                        |                        |                        |                        |                        |                        |                        |
|  | Partidul S.O.S. România                | 1          |                        |                        |                        |                        |                        |                        |                        |

## Atracții turistice
- Biserica ortodoxă "Sfântul Gheorghe" din satul Băcia
- Biserica reformată din Băcia
- Biserica ortodoxă din satul Petreni
- Biserica ortodoxă din satul Totia
- Casa memorială Petru Groza
- Munții Poiana Ruscă
- Munții Sebeșului
- Râul Strei

## Imagini

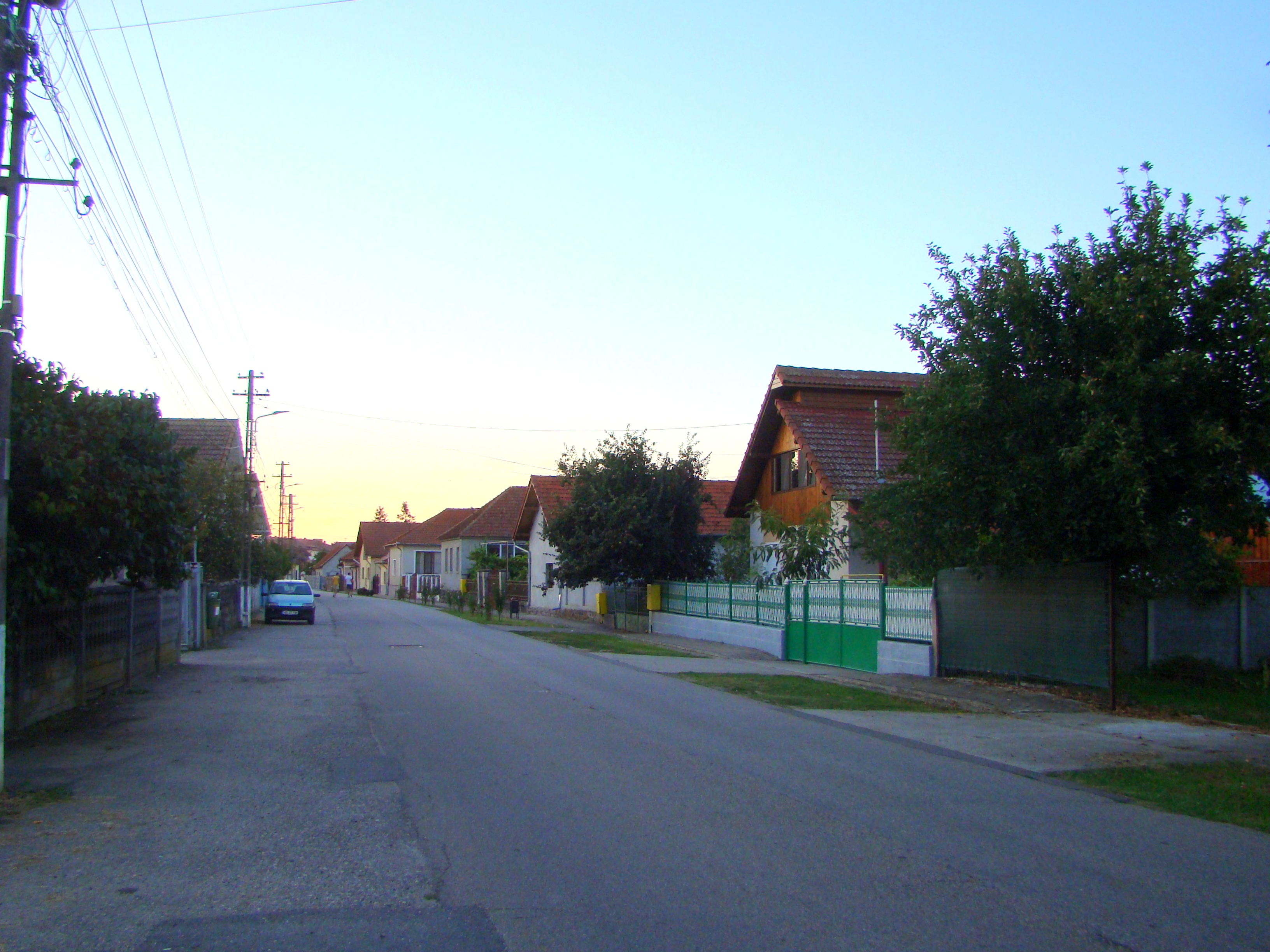
Băcia
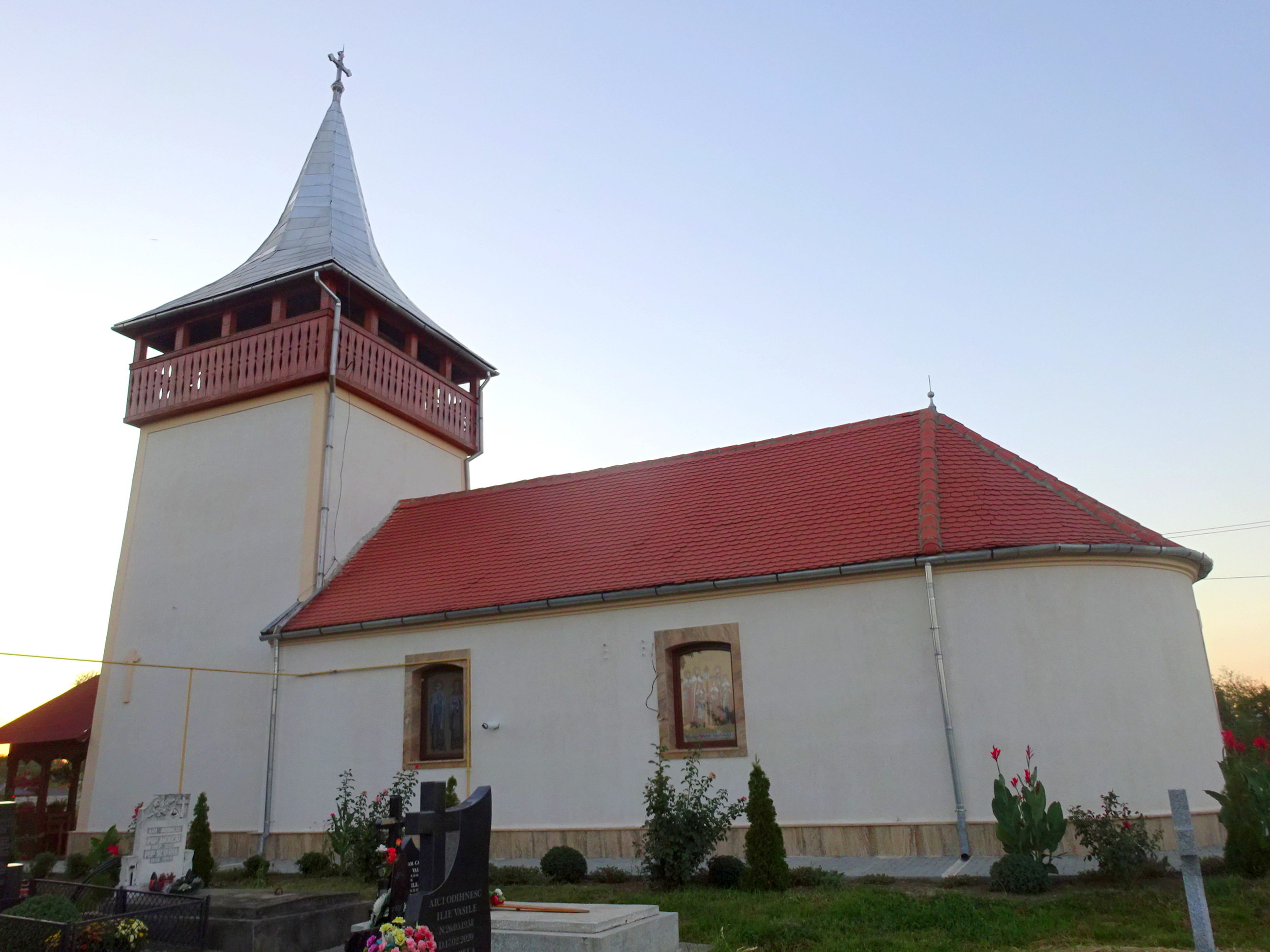
Biserica Sfântul Mare Mucenic Gheorghe din Băcia (monument istoric)
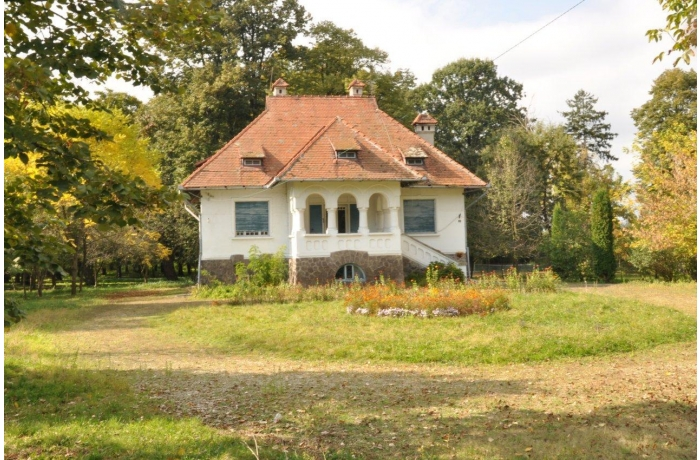
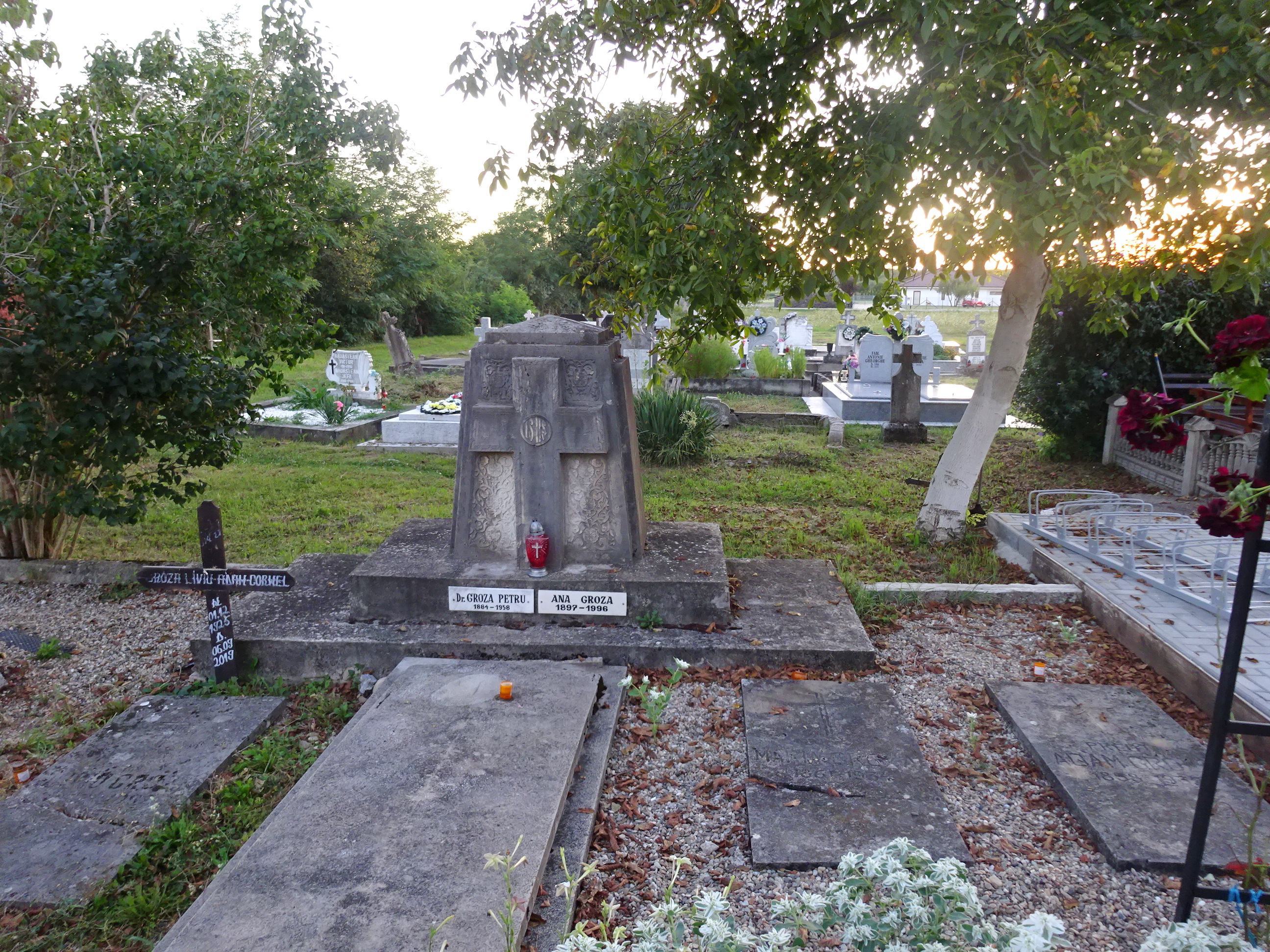
Mormântul lui Petru Groza
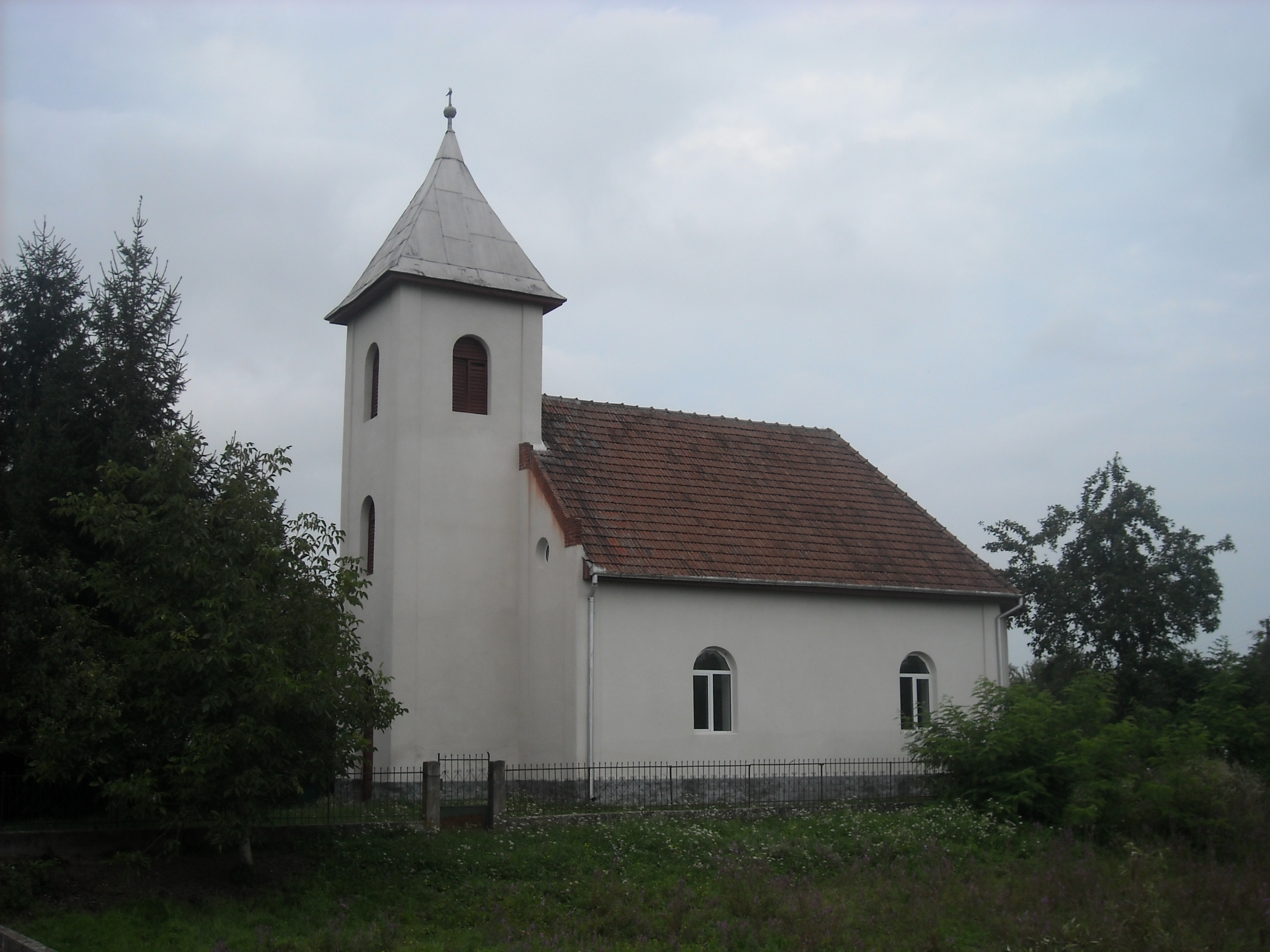
Biserica reformată (1865)
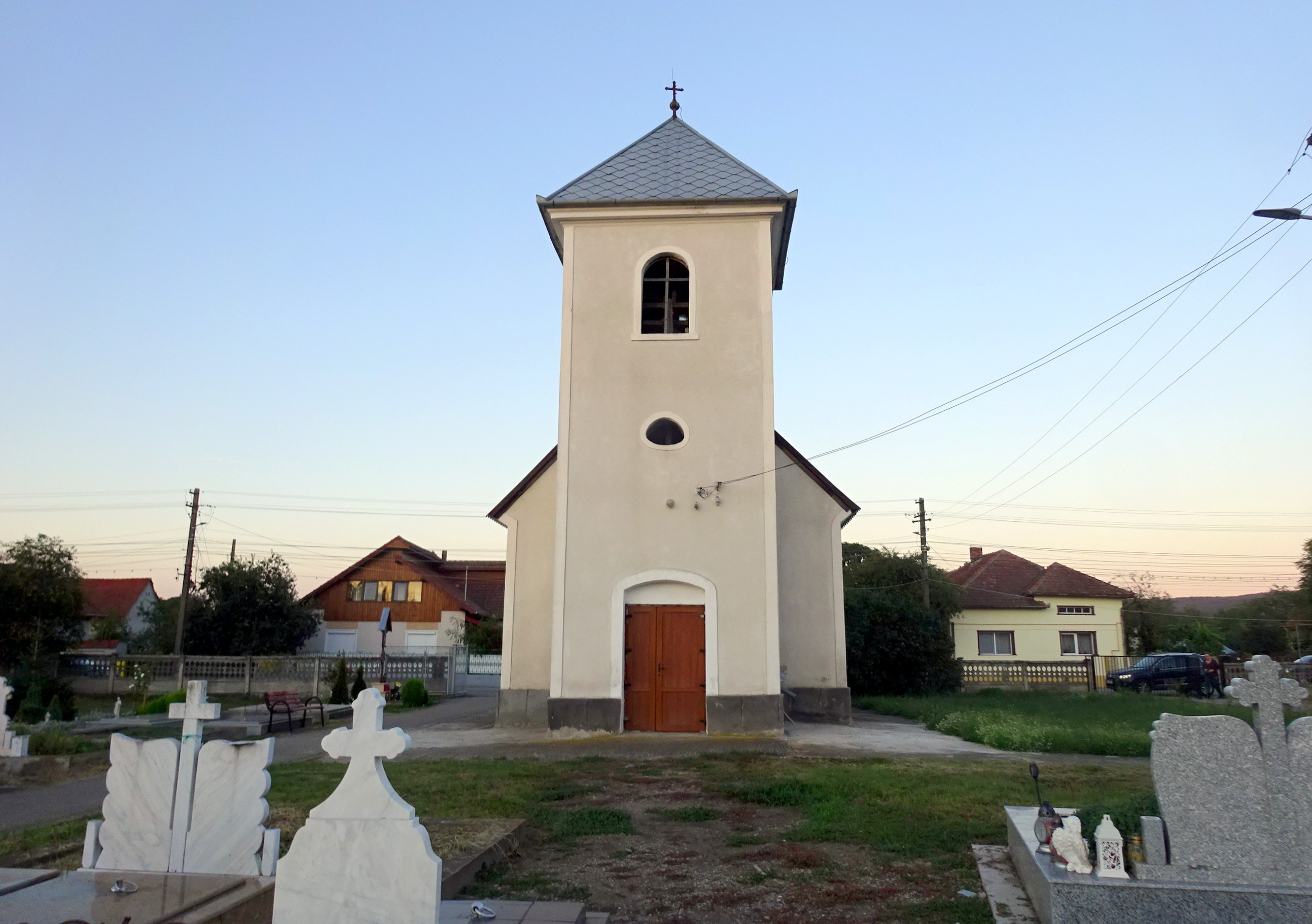
Biserica „Pogorârea Sfântului Duh” din Băcia (1873-1876)
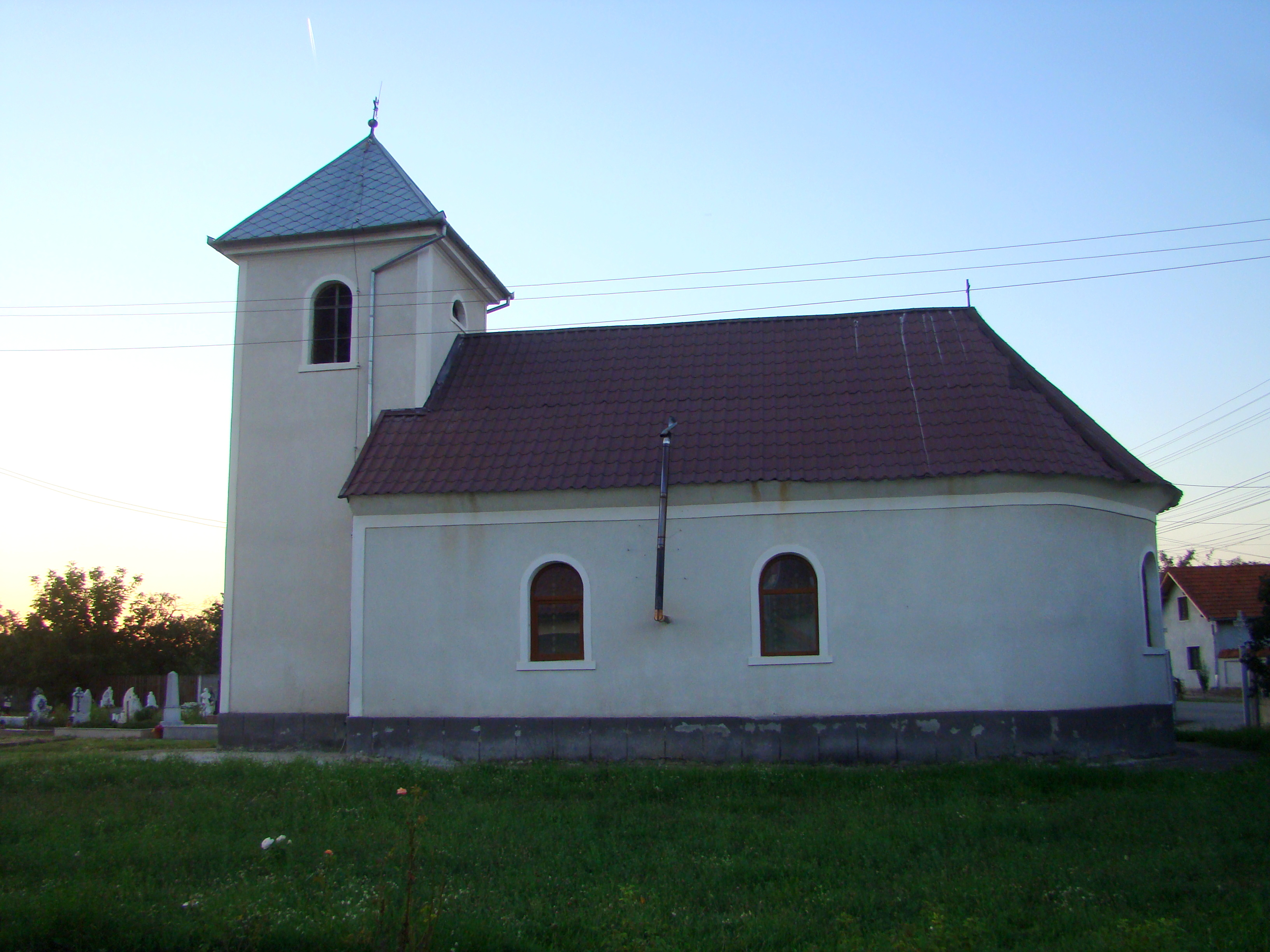
Biserica „Pogorârea Sfântului Duh” din Băcia (1873-1876)